# Тафкенамон (Пенсільванія)
Тафкенамон (англ. Toughkenamon) — переписна місцевість (CDP) в США, в окрузі Честер штату Пенсільванія. Населення — 1297 осіб (2020).

## Географія
Тафкенамон розташований за координатами 39°49′55″ пн. ш. 75°45′21″ зх. д. / 39.83194° пн. ш. 75.75583° зх. д. (39.831997, -75.755702).  За даними Бюро перепису населення США в 2010 році переписна місцевість мала площу 5,40 км², з яких 5,34 км² — суходіл та 0,05 км² — водойми.

## Демографія
Згідно з переписом 2010 року, у переписній місцевості мешкали 1492 особи в 410 домогосподарствах у складі 306 родин. Густота населення становила 276 осіб/км².  Було 439 помешкань (81/км²).
Расовий склад населення:
| - 60,8 % — білих - 2,9 % — чорних або афроамериканців - 0,7 % — корінних американців - 0,1 % — азіатів - 30,4 % — осіб інших рас |

До двох чи більше рас належало 5,0 %. Частка іспаномовних становила 58,0 % від усіх жителів.
За віковим діапазоном населення розподілялося таким чином: 27,9 % — особи молодші 18 років, 64,3 % — особи у віці 18—64 років, 7,8 % — особи у віці 65 років та старші. Медіана віку мешканця становила 29,8 року. На 100 осіб жіночої статі у переписній місцевості припадало 143,4 чоловіків;  на 100 жінок у віці від 18 років та старших — 155,0 чоловіків також старших 18 років.
Середній дохід на одне домашнє господарство  становив 84 691 долар США (медіана — 73 929), а середній дохід на одну сім'ю — 77 891 долар (медіана — 42 181). Медіана доходів становила 23 250 доларів для чоловіків та 34 375 доларів для жінок. За межею бідності перебувало 16,2 % осіб, у тому числі 32,1 % дітей у віці до 18 років та 0,0 % осіб у віці 65 років та старших.
Цивільне працевлаштоване населення становило 906 осіб. Основні галузі зайнятості: сільське господарство, лісництво, риболовля — 56,3 %, мистецтво, розваги та відпочинок — 10,9 %, освіта, охорона здоров'я та соціальна допомога — 10,5 %.